# Мабансаг, Винис
Винис Виллоренте Мабансаг — девочка, родившаяся в Маниле, выбранная Комиссией Филиппин по народонаселению и развитию и Организацией Объединённых Наций в качестве символического восьмимиллиардного человека на Земле.

## Биография
Винис Мабансаг родилась 15 ноября 2022 года в Мемориальной больнице доктора Хосе Фабеллы в 1:29 ночи по местному времени. По словам врача Ромео Битуина, её рождение было нормальными самопроизвольными родами. Её родители — Элвин Мабансаг, которому на момент её рождения было 29 лет, и Маргарет Мабансаг, которой было 28 лет. После рождения Винис комиссия по народонаселению Филиппин вручила ей приветственный торт под аплодисменты всех медсестёр клиники.